# Kronenbräu 1308 Classic
Das Kronenbräu 1308 Classic (im Englischen meist Kronenbrau 1308 Classic) war ein professionelles Snooker-Einladungsturnier der Saison 1979/80. Es wurde in der 30. Kalenderwoche im Juli 1979 im südafrikanischen Johannesburg ausgetragen. Sieger wurde der Australier Eddie Charlton, der im Finale den Waliser Ray Reardon besiegte. Daten über Breaks sind nicht bekannt.

## Preisgeld
Namensgebender Sponsor des Turnieres war die Biermarke Kronenbräu 1308. Das Preisgeld des Turnieres belief sich lediglich auf 1.373 Pfund Sterling, die dem Sieger Charlton zugesprochen wurden.

## Turnierverlauf
Das Turnier wurde eine Woche nach dem Limosin International, das ebenfalls in Südafrika stattfand und ebenfalls von Charlton gewonnen wurde, ausgetragen. Die Teilnehmerzahl des Turnieres belief sich lediglich auf vier Spieler, von denen zwei Südafrikaner waren. Die Halbfinalspiele wurden im Modus Best of 11 Frames und das Endspiel im Modus Best of 13 Frames ausgetragen.

|  | Halbfinale Best of 11 Frames | Halbfinale Best of 11 Frames |                |             | Finale Best of 13 Frames | Finale Best of 13 Frames |
|  |                              |                              |                |             |                          |                          |
|  |                              |                              |                |             |                          |                          |
|  | Eddie Charlton               | 6                            |                |             |                          |                          |
|  | Jimmy van Rensberg           | 1                            |                |             |                          |                          |
|  |                              |                              | Eddie Charlton | 7           |                          |                          |
|  |                              |                              |                | Ray Reardon | 4                        |                          |
|  | Ray Reardon                  | 6                            |                |             |                          |                          |
|  | Perrie Mans                  | 1                            |                |             |                          |                          |
|  |                              |                              |                |             |                          |                          |